# Novara (provins)
Novara är en provins i regionen Piemonte i Italien. Novara är huvudort i provinsen. Provinsen etablerades i Kungariket Sardinien 1859. Provinsen Vercelli bröts ut 1927, kommunen Campello Monti återkom 1929, och de norra delarna bildade den nya provinsen Verbano Cusio Ossola 1992.

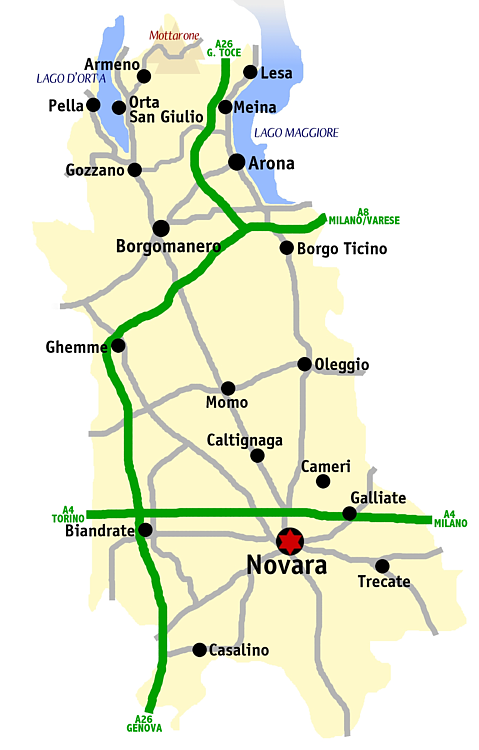
Karta över provinsen

## Administrativ indelning
Provinsen Novara är indelad i 87 comuni (kommuner). Alla kommuner finns i lista över kommuner i provinsen Novara.
| Datum          | Ny kommun      | Kommuner som upphörde |
| -------------- | -------------- | --------------------- |
| 1 januari 2019 | Gattico-Veruno | Gattico och Veruno    |

## Geografi
Provinsen Novara gränsar:
- i norr mot provinsen Verbano Cusio Ossola
- i öst och syd mot provinserna Varese, Milano och Pavia
- i väst mot provinsen Vercelli